# Bov (gemeente)
Bov is een voormalige gemeente in Denemarken. De oppervlakte bedroeg 147,86 km². De voormalige gemeente telde 9992 inwoners waarvan 4958 mannen en 5034 vrouwen (cijfers 2005). Bov is in 2007 opgegaan in gemeente Aabenraa.